# Спенсер (Масачусетс)
Спенсер (енгл. Spencer) насељено је место без административног статуса у америчкој савезној држави Масачусетс.

## Демографија
По попису из 2010. године број становника је 5.700, што је 332 (-5,5%) становника мање него 2000. године.
| Група             | 2000.         | 2010.         |
| Белци             | 5.829 (96,6%) | 5.284 (92,7%) |
| Афроамериканци    | 37 (0,6%)     | 48 (0,8%)     |
| Азијати           | 17 (0,3%)     | 43 (0,8%)     |
| Хиспаноамериканци | 97 (1,6%)     | 243 (4,3%)    |
| Укупно            | 6.032         | 5.700         |